# Pelargonium leucophyllum
Pelargonium leucophyllum är en näveväxtart som beskrevs av Porphir Kiril Nicolai Stepanowitsch Turczaninow. Pelargonium leucophyllum ingår i släktet pelargoner, och familjen näveväxter. Inga underarter finns listade i Catalogue of Life.